# 湯貽汾

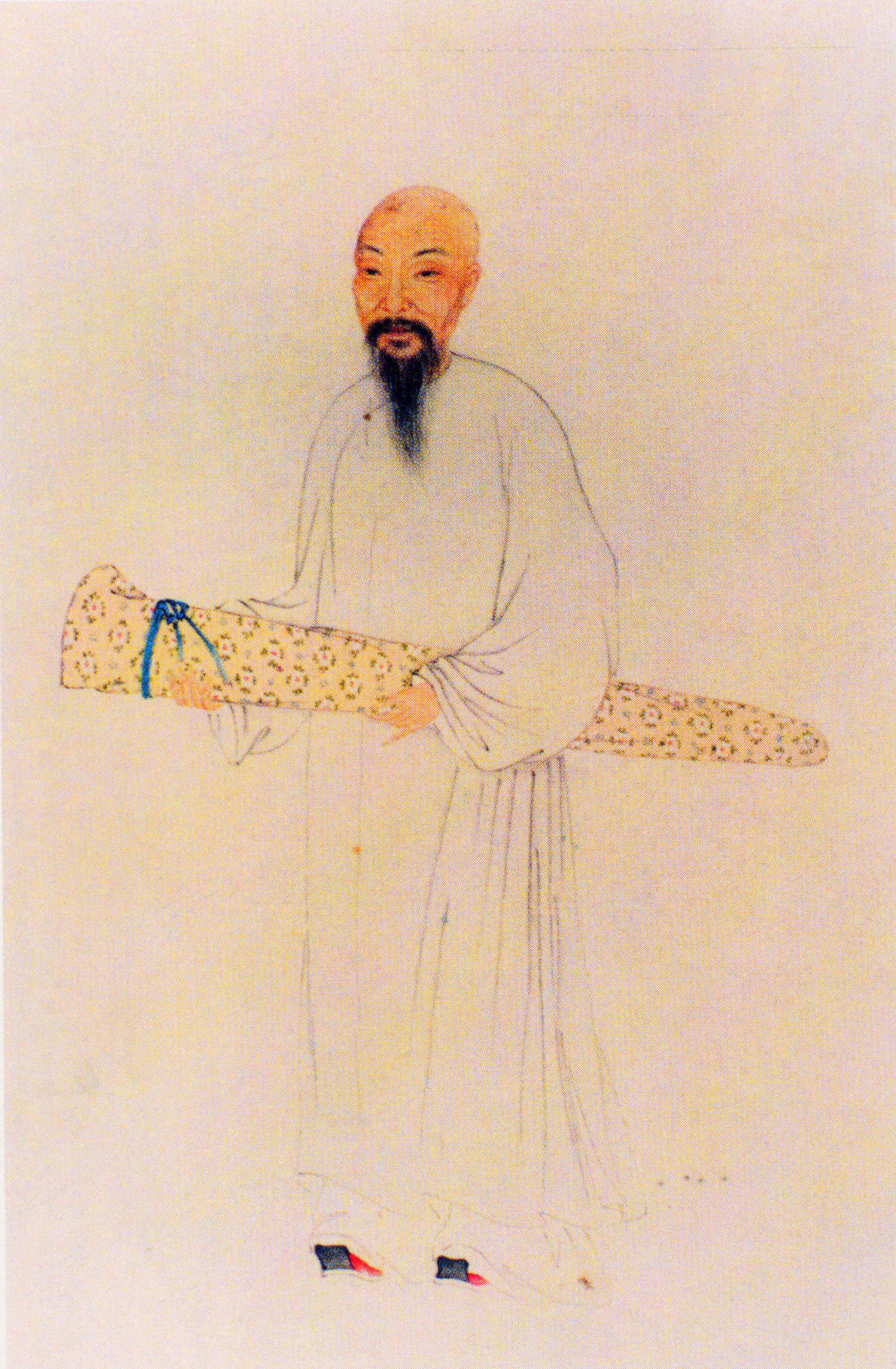
《清代學者象傳》之湯貽汾像

湯貽汾（1778年—1853年），字若儀，號雨生、雨孫，江蘇武進（今常州）人，清朝軍事人物、画家。

## 生平
乾隆六十年（1795年）以祖父湯大奎殉難，襲雲騎尉世職，授揚州三江營守備，改廣東撫標營守備，歷官山西大同鎮都司、浙江衢州游擊、浙江撫標中軍營參將、樂清協副将。晩年寓居南京。工詩、畫，與方薰、奚岡、戴熙並稱“方奚湯戴”。
咸豐三年（1853年）太平軍破金陵，湯貽汾投池自盡，事闻，咸丰帝以其三世死事，特诏优恤，加一云骑尉，諡貞愍，《清史稿》有傳。

## 著作
- 《畫筌析覽》一卷
- 《琴隱園詩集》三十六卷
- 《琴隱園詞》四卷
- 《畫梅樓集》

## 家族
- 祖父湯大奎，字曾輅，號緯堂，官至臺灣鳳山縣知縣。
- 父湯荀業，字楚儒，一字與竹。乾隆五一年（1786年）冬，發生林爽文事件，其黨曾伯達等南攻鳳山，大奎、荀業因死守鳳山縣舊城，同時於兵亂中陣亡殉國。
- 曾孙画家汤涤（1878-1948）。